# مازغ پایین
مازغ پایین، روستایی در دهستان تیاب بخش تیاب شهرستان میناب در استان هرمزگان ایران است.

## جمعیت
بر پایه سرشماری عمومی نفوس و مسکن در سال ۱۳۹۵، جمعیت این روستا برابر با ۱٬۲۲۵ نفر (۳۵۲ خانوار) بوده‌است.